# Stenotabanus litotes
Stenotabanus litotes är en tvåvingeart som beskrevs av David Fairchild 1953. Stenotabanus litotes ingår i släktet Stenotabanus och familjen bromsar. Inga underarter finns listade i Catalogue of Life.